# Штурово (Радовиш)
Штурово (мкд. Штурово) је насеље у Северној Македонији, у југоисточном делу државе. Штурово је насеље у оквиру општине Радовиште.

## Географија
Штурово је смештено у југоисточном делу Северној Македоније. Од најближег града, Радовишта, насеље је удаљено 6 km северно.
Насеље Штурово се налази у историјској области Јуруклук. Насеље је положено северно од Радовишког поља, на јужним падинама планине Плачковице. Надморска висина насеља је приближно 730 метара. 
Месна клима је континентална.

## Становништво
Штурово је према последњем попису из 2002. године имало 11 становника.
Већинско становништво у насељу су етнички Македонци (100%).
Претежна вероисповест месног становништва је православље.